# Hayesia grisella
Hayesia grisella är en fjärilsart som beskrevs av William Schaus 1904. Hayesia grisella ingår i släktet Hayesia och familjen trågspinnare. Inga underarter finns listade i Catalogue of Life.